# Miss USA 2009
Miss USA 2009 là cuộc thi Miss USA lần thứ 58 được tổ chức tại khu nghỉ mát và giải trí Hollywood Planet tại thành phố Las Vegas, Nevada, Hoa Kỳ vào ngày 19 tháng 4 năm 2009. Kết quả chung cuộc, cô gái Kristen Dalton đến từ bang Bắc Carolina đã đoạt danh hiệu hoa hậu. Cô là đại diện của nước Mỹ tại cuộc thi Hoa hậu Hoàn vũ 2009 tại Bahamas.
Hai người dẫn chương trình của đêm chung kết là Billy Bush và nữ diễn viên Nadine Velazquez. Cuộc thi có phần trình diễn âm nhạc của Kevin Rudolf với ca khúc "Let it Rock" trong phần thi áo tắm và The Veronicas với ca khúc "Untouched" trong phần thi trang phục dạ hội.

## Kết quả chung cuộc
| Kết quả         | Thí sinh |
| --------------- | --- |
| Hoa hậu Mỹ 2009 | - Bắc Carolina - Kristen Dalton |
| Á hậu 1         | - California - Carrie Prejean |
| Á hậu 2         | - Arizona - Alicia-Monique Blanco |
| Á hậu 3         | - Utah - Laura Chukanov |
| Á hậu 4         | - Kentucky - Maria Elizabeth Montgomery |
| Top 10          | - Texas - Brooke Daniels - Tennessee - Kristen Motil - Arkansas - Chanley Painter - Nam Carolina - Stephanie Smith - Tây Virginia - Jessi Pierson |
| Top 15          | - Virginia - Maegan Phillips - Minnesota - Erica Nego - Georgia - Kimberly Gittings - Idaho - Melissa Weber - Connecticut - Monica Mary Pietrzak  |

### Điểm số chung cuộc
| \| Thí sinh \| Áo tắm \| Dạ hội \| \| ------------ \| ---------- \| ---------- \| \| Bắc Carolina \| 9.198 (1) \| 9.470 (1) \| \| California \| 9.033 (3) \| 9.275 (2) \| \| Arizona \| 9.092 (2) \| 9.189 (3) \| \| Utah \| 8.851 (5) \| 8.849 (5) \| \| Kentucky \| 8.963 (4) \| 9.047 (4) \| \| Texas \| 8.548 (7) \| 8.694 (6) \| \| Tennessee \| 8.442 (9) \| 8.578 (7) \| \| Arkansas \| 8.704 (6) \| 8.419 (8) \| \| Nam Carolina \| 8.402 (10) \| 8.335 (9) \| \| Tây Virginia \| 8.475 (8) \| 8.296 (10) \| \| Virginia \| 8.199 (11) \| \| \| Minnesota \| 8.150 (12) \| \| \| Georgia \| 7.946 (13) \| \| \| Idaho \| 7.800 (14) \| \| \| Connecticut \| 7.797 (15) \| \| | Hoa hậu Á hậu 1 Á hậu 2 Á hậu 3 Á hậu 4 Top 10 Top 15 |            |
| Thí sinh | Áo tắm                                                | Dạ hội     |
| Bắc Carolina | 9.198 (1)                                             | 9.470 (1)  |
| California | 9.033 (3)                                             | 9.275 (2)  |
| Arizona | 9.092 (2)                                             | 9.189 (3)  |
| Utah | 8.851 (5)                                             | 8.849 (5)  |
| Kentucky | 8.963 (4)                                             | 9.047 (4)  |
| Texas | 8.548 (7)                                             | 8.694 (6)  |
| Tennessee | 8.442 (9)                                             | 8.578 (7)  |
| Arkansas | 8.704 (6)                                             | 8.419 (8)  |
| Nam Carolina | 8.402 (10)                                            | 8.335 (9)  |
| Tây Virginia | 8.475 (8)                                             | 8.296 (10) |
| Virginia | 8.199 (11)                                            |            |
| Minnesota | 8.150 (12)                                            |            |
| Georgia | 7.946 (13)                                            |            |
| Idaho | 7.800 (14)                                            |            |
| Connecticut | 7.797 (15)                                            |            |

### Giải thưởng đặc biệt
- Hoa hậu Thân thiện: Cynthia Pate (Wyoming)
- Hoa hậu Ăn ảnh: Jessi Pierson (Tây Virginia)

## Vương miện mới

Bản đồ kết quả cuộc thi

Với khẩu hiệu bảo vệ môi trường "Green is Universal", Ban tổ chức cuộc thi Hoa hậu Hoàn vũ quyết định công ty Diamond Nexus Labs sẽ thiết kế mẫu vương miện mới cho cuộc thi Miss USA, Miss Teen USA và Hoa hậu Hoàn vũ kể từ năm 2009. Vương miện mới của Miss USA mang sắc xanh lá cây và trị giá 202.000 USD.

## Tranh cãi về hôn nhân đồng tính
Trong phần thi ứng xử, thí sinh Carrie Prejean của tiểu bang California đã được giám khảo Perez Hilton hỏi "Vermont vừa trở thành bang thứ tư tại Mỹ công nhận hôn nhân đồng giới. Theo cô, các bang khác có nên học tập không và tại sao?". Cô trả lời "Chúng tôi sống ở nơi mà bạn có thể cưới người cùng giới hoặc khác giới. Nhưng bản thân tôi thì nghĩ, ở quê hương tôi, trong gia đình tôi, tôi tin rằng hôn nhân nên xảy ra giữa đàn ông và đàn bà. Tôi không có ý xúc phạm ai ở đây, nhưng đó là điều mà tôi đã được dạy dỗ".
Câu trả lời của Prejean đã được nhiều người hoan nghênh, song bên cạnh đó cũng có không ít chỉ trích. Kết quả chung cuộc, cô đoạt ngôi á hậu 1 sau đương kim hoa hậu Kristen Dalton đến từ Bắc Carolina. Giám khảo Perez Hilton (vốn là một người đồng tính) sau đó đã thẳng thắn phê phán Prejean và cho rằng cô không xứng đáng với danh hiệu hoa hậu. Bản thân Prejean cũng cho rằng cô mất vương miện vì đã trung thực bày tỏ ý kiến của mình về hôn nhân đồng giới. Tuy nhiên trang web chuyên về phân tích các cuộc thi sắc đẹp Global Beauties đã phủ nhận điều này vì trong phần thi áo tắm và dạ hội, hoa hậu Bắc Carolina luôn là thí sinh có số điểm cao hơn (điểm số được hiện trực tiếp lên trên màn hình).
Vụ scandal này đã làm bùng nổ một cuộc tranh luận về hôn nhân đồng tính trong dư luận Mỹ. Sau đó không lâu, á hậu Carrie Prejean còn bị phát hiện từng chụp ảnh bán nude khi chưa tròn 18 tuổi, do đó đối mặt với nguy cơ bị tước vương miện Hoa hậu California USA. Tuy nhiên ông Donald Trump, chủ tịch của cuộc thi Miss USA và đồng thời cũng của Miss California USA đã tuyên bố giữ lại vương miện cho cô. Quyết định này vấp phải sự phản đối của chủ tịch cuộc thi bang, bà Shanna Moakler (vốn là cựu Miss USA 1995) khi bà từ chức.
Không lâu sau đó, Carrie Prejean chính thức bị tước vương miện do không hoàn thành các cam kết với ban tổ chức Miss California USA. Vương miện được chuyển cho á hậu 1 Tami Farrell.

## Nhạc nền
- Mở đầu: "Hot N Cold" (Katy Perry), "That's Not My Name" (The Ting Tings)
- Áo tắm: "Let It Rock" (Kevin Rudolf)
- Dạ hội: "Untouched" (The Veronicas)